# Tyrosémiophilie
La tyrosémiophilie est l'activité de collection des étiquettes de fromages.
Les tyrosémiophiles ou tyrosémiophilistes collectionnent toutes les étiquettes de fromage. Les microtyrosémiophiles ou microtyrosémiophilistes collectionnent celles des petits emballages de fromage, telles que celles du fromage en portion.
La collection étant par nature sans limite ou presque, les collectionneurs choisissent le plus souvent de se restreindre à des thèmes, à des types de fromages, à des régions définies, etc. La collection la plus répandue est celle des couvercles de boîtes de camembert.
Les plus grandes collections atteignent plus de 100 000 étiquettes. En 2020, la plus étendue comportait 251 331 étiquettes.